# António José Gomes Cardoso
António José Gomes Cardoso (Serapicos de Valpaços, 30 de novembro de 1855 - Lisboa, 12 de agosto de 1904) foi um prelado português da Igreja Católica, bispo-prelado de Moçambique e bispo de Angola e Congo.

## Biografia
Nasceu na aldeia de São Cipriano, na freguesia de Serapicos no concelho de Valpaços. Estudou gramática latina em Eiró, fez os cursos preparatórios no Liceu de Vila Real, entre 1872 e 1876, depois estudou teologia no Seminário de Braga até 1879.
Foi ordenado padre em 20 de setembro de 1879. Foi escolhido para Professor do Colégio da Formiga, e seis anos depois, para Professor do Seminário dos Carvalhos, na Diocese do Porto. Dali, seguiu em 1900 para Guimarães, pois fora nomeado cónego da Colegiada de Nossa Senhora da Oliveira.
Por decreto de agosto de 1900, foi apresentado como bispo-prelado de Moçambique, sendo confirmado pelo Papa Leão XIII em 17 de dezembro como bispo-titular de Aretusa e consagrado em 25 de março de 1901 na Sé de Braga por Dom Manuel Baptista da Cunha, arcebispo de Braga, coadjuvado por Dom António Barroso, bispo do Porto e por Dom Manuel Vieira de Matos, arcebispo-auxiliar de Lisboa.
Ainda em Portugal, em 23 de julho de 1901, foi transferido para a Diocese de Angola e Congo, para onde viajou em 6 de março de 1902. Uma vez ali, providenciou a reconstrução completa do Paço Episcopal, a criação da Freguesia do Carmo, de Luanda, com funcionamento das escolas anexas, o início da regularização da situação do Cabido e da Sé, perante as leis eclesiásticas, além da criação do Vicariato Geral de Malanje, para o desenvolvimento da ação missionária, e o estabelecimento de algumas missões.
Visitou as missões de Huíla, entre elas as de Gambos, Humbe, Malanje, Libolo e Santo António do Zaire. Em Libolo, acabaria contraindo febre paludosa, que comprometeria sua saúde e, em Santo António do Zaire, debilitou-se fortemente. Em 1903, de volta a Luanda, participou das exéquias do Papa Leão XIII. Acabou por retornar a Portugal em 12 de junho de 1904, para tratar da saúde.
Faleceu em Lisboa, em 12 de agosto de 1904, apenas dois meses depois de seu regresso.